# Савичевский, Милослав Станиславович
Милослав Станиславович Савиче́вский  (18 января 1929, Томск, Сибирский край — 15 сентября 1987, Свердловск) — советский кардиохирург, изобретатель, доктор медицинских наук (1973), профессор (1974). Создатель уральской научной школы сердечно-сосудистой хирургии.
Заведующий кафедрой госпитальной хирургии (1969–1987) в Свердловском медицинском институте.
Родился в семье Станислава Мартыновича Савичевского, поляка, работавшего завгоркомхозом в Томске и Людмилы Ивановны Савичевской, врача госпитальной клиники. В августе 1937 года отца Милослава вместе с другими руководителями отделов горсовета был отстранен от работы по обвинению в недостаточной борьбе с вредителями. В октябре 1937 года отец был арестован и впоследствии  расстрелян, в ноябре того же года мать была посажена в тюрьму, сам Милослав отправлен  в детприёмник. Через год  Людмила Ивановна  была приговорена к пятилетней ссылке в Казахстан, в город Аральск. В Аральске она работала врачом, сына удалось забрать с собой в ссылку. Освободившись в 1942 году, Людмила Ивановна записалась добровольцем на фронт, и в январе 1943 года ее призвали в армию. Работала в военном госпитале в Свердловске.
С октября 1943 года Людмила Ивановна работала в эвакогоспитале № 3105 в составе 3-го Белорусского фронта под Смоленском главным хирургом госпиталя, в звании капитана медицинской службы. Cына Милослава она взяла с собой вне штата, на один паёк на двоих. Четырнадцатилетний Милослав помогал в госпитале, в том числе присутствовал при операциях.
После войны вернулись в Свердловск, где Людмила Ивановна стала преподавать в Медицинском институте. Еще до ареста она готовила кандидатскую диссертацию.
В 1952 году Милослав Станиславович окончил Свердловский медицинский институт, после чего работал в разных хирургических отделениях. В 1961 году по приглашению М. И. Сахарова стал ассистентом кафедры общей хирургии, специализировался на кардиохирургии.
В 1965 году защитил кандидатскую диссертацию на тему «Второй барьер и его место в прогнозе хирургического лечения митрального стеноза».
В 1973 году защитил докторскую диссертацию на тему «Гемодинамика и сократительная деятельность правого и левого отделов сердца при митральном стенозе изолированных дефектах перегородок сердца до и в различные сроки после хирургического лечения».
Руководил отделением кардиохирургии 23-й городской клинической больницы, в 1973 году преобразованным в Межобластной кардиохирургический центр. В 1977 году центр переехал в свежепостроенные помещения областной клинической больницы № 1.
Разработал и внедрил около 70 видов хирургических вмешательств на сердце .
Под руководством М. С. Савичевского были защищены 6 кандидатских и 3 докторских диссертации. Сам Милослав Станиславович был автором 60 научных работ.
Кроме исследований прикладной, хирургической направленности Милослав Станиславович всегда поддерживал более фундаментальные направления. В частности, многолетнее плодовторное сотрудничество связывало его с группой исследователей свойств миокарда, возглавляемых  В. Я. Изаковым и В. С. Мархасиным. 
За большие заслуги в развитии здравоохранения и становления
кардиохирургии на Урале М.С. Савичевский награждён орденом Ленина,
Трудового Красного Знамени и медалями.
Заслуженный врач, отличник
здравоохранения.
Именем М. С. Савического в 2002 году был назван созданный в 1999 году Центр сердца и сосудов в Свердловской областной клинической больнице № 1
В 2011 году на здании больницы установили памятную доску.

## Семья
Дочь, Юлия Милославовна Борзунова — врач-невролог высшей категории, заведующая кафедрой физической и реабилитационной медицины.
Внук, Олег Игоревич Борзунов — специалист по лазерной офтальмологии, доктор медицинских наук.